# 大正寺 (調布市)
大正寺（たいしょうじ）は、東京都調布市にある新義真言宗の寺院。

## 歴史
1915年（大正4年）に開山された。現在地にあった「栄法寺」に「宝性寺」と「不動院」が合併して創建されたものである。創建時の元号が寺号の由来である。
栄法寺は、奈良時代の開山といわれており、隣の布多天神社の旧別当寺であった。

## 交通アクセス
- 調布駅より徒歩7分。